# Doctor Watson
El Doctor Watson (o Dr. Watson), nom amb què és conegut John Hamish Watson, és un personatge de ficció creat per l'escriptor Arthur Conan Doyle, el millor amic del detectiu Sherlock Holmes.
Segons Doyle, Watson va néixer el 7 d'agost de 1852. Com a amic íntim de Holmes, va narrar 52 de les 56 aventures escrites per aquest autor. Watson va heretar alguns trets del mateix Doyle: com aquest, era doctor en Medicina.